# Literatura catalana contemporània

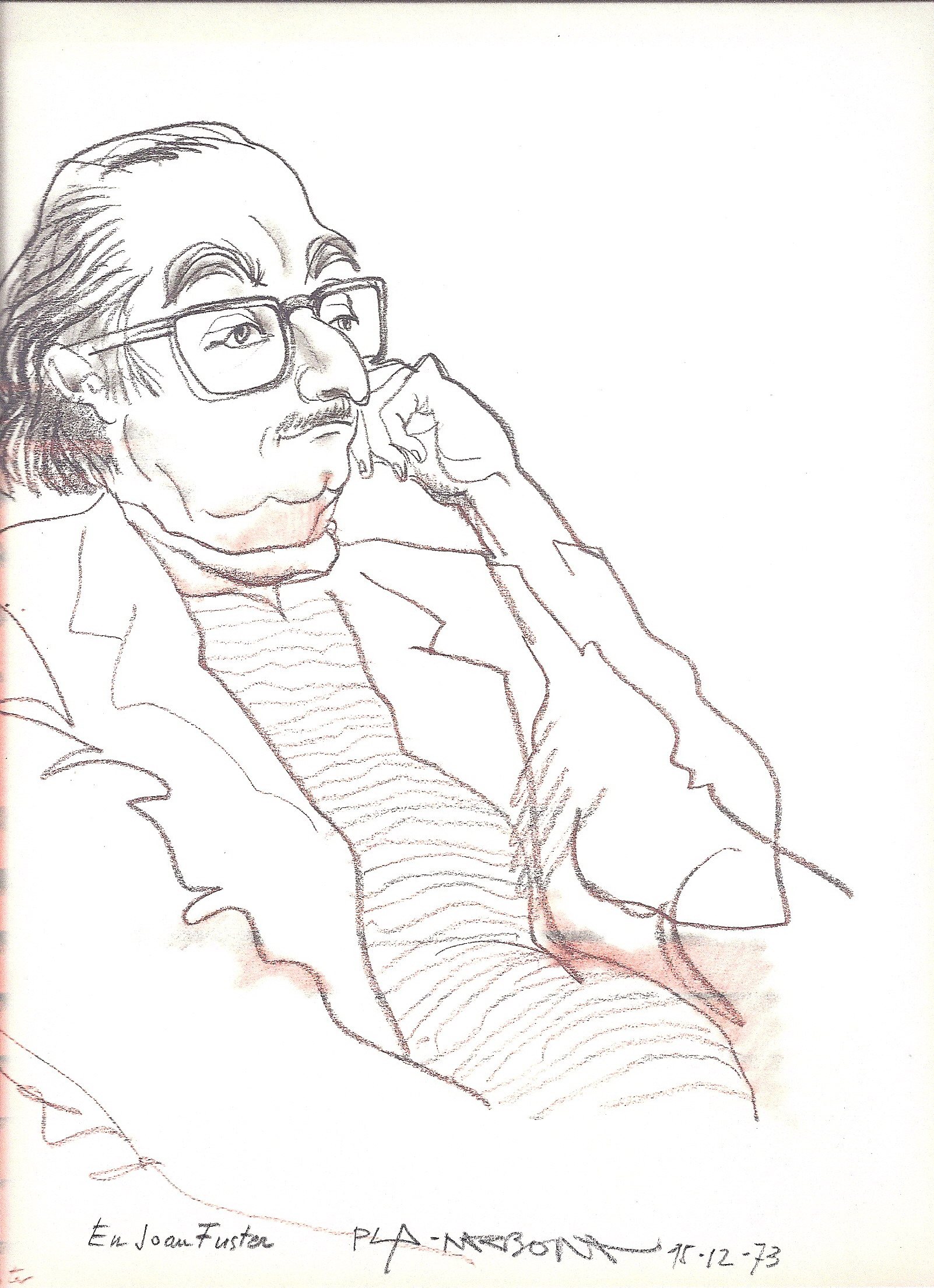
Retrat de Joan Fuster per Josep Pla-Narbona

Literatura catalana contemporània és un llibre d'assaig històric de Joan Fuster i Ortells, publicat el 1972. L'obra dibuixa d'una manera profunda i perspicaç un panorama de la literatura catalana contemporània. Es tracta de la primera aportació crítica i històrica de la literatura que abraça des del modernisme fins a la dècada del 1960.
A partir de plantejaments inicials, interrogants profunds i una anàlisi incisiva, qualsevol història literària, lingüística o social porta implícita una resposta ideològica. Aquesta obra s'ha consolidat com un manual imprescindible tant per als especialistes com per al públic general. Ha estat reeditada en nombroses ocasions i inclou una extensa bibliografia preparada per Ramon Pla i Arxé.
L’obra va ser guardonada amb el Premi Crítica Serra d’Or d’assaig el 1973 i compta amb una traducció al castellà publicada el 1975.